# Lichtopstand

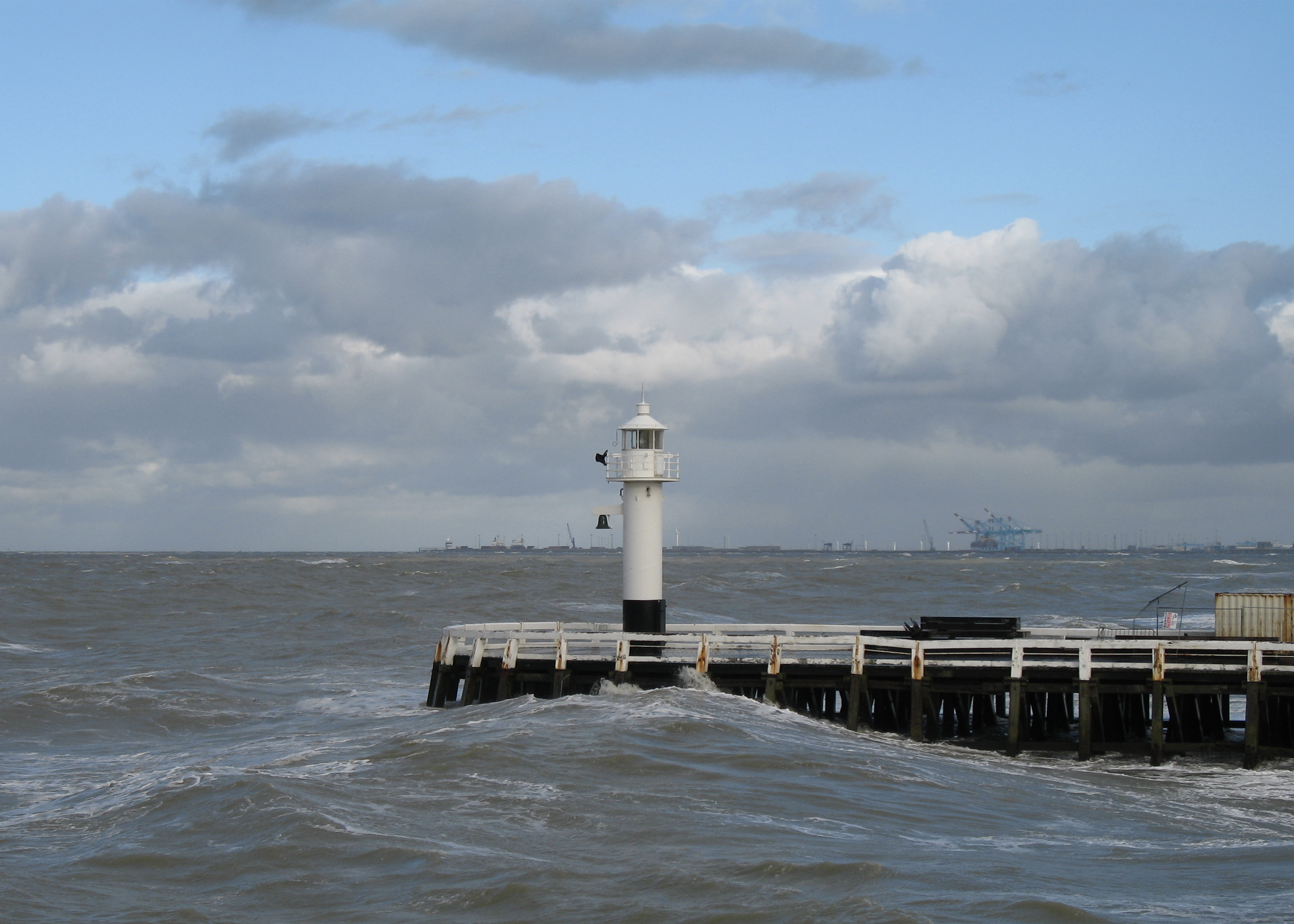
Lichtopstand op een staketsel in Blankenberge

Een lichtopstand is een paal of een open constructie (stellage) met een daarop geplaatst lichtbaken bedoeld voor de navigatie van de scheepvaart. Ze zijn bedoeld voor het aangeven van vaarwegen en gevaarlijke punten voor de scheepvaart.
Een lichtopstand kan zowel op het land worden gebouwd als in het water. In dat laatste geval wordt er aan de bodem een paal of constructie verankerd die met voldoende hoogte boven het water uitsteekt omdat ze niet meebeweegt met niveauverschillen van het wateroppervlak. Drijvende lichtbakens die wel met niveauverschillen meebewegen zijn betonning en lichtschepen. Een op het land geplaatste lichtopstand wordt ook wel een wallicht genoemd of een oeverlicht als het langs de oever geplaatst is.
Een lichtopstand kan verschillende afmetingen hebben, van een paal van enkele meters hoog met alleen een lamp tot aan een stellage tientallen meters hoog met daarop een lichthuis. Het onderscheid tussen wat een vuurtoren en wat een lichtopstand wordt genoemd is niet altijd duidelijk, al zijn vuurtorens echter normaliter grote, gesloten constructies met lichthuis.

## Doel en voorkomen
Lichtopstanden zijn bestemd voor het markeren van vaarwater van schepen en kunnen verschillende functies hebben waaronder:
- Voor de markering van lichtenlijnen die schepen volgen.
- Op de uiteindes van kribben staande bakens, zogenaamde kribbakens.
- Aan het uiteinde van pieren op het havenhoofd en andere havenlichten.

Lichtopstanden die lichtenlijnen aangeven zijn te vinden bij het naderen van een haven maar ook langs de rivieren. Op de wal staan in de bochten van sommige rivieren, zoals de Dordtsche Kil, een hoog en twee lage lichten. Een laag licht voor de opvaart en een laag licht voor de afvaart. De lichtenlijn wordt voor een schip aangegeven als het hoge en het lage licht precies boven elkaar worden gezien.
In de Verenigde Staten en Canada werden er in de late 19e en vroege 20e eeuw veelvuldig grote stellagelichtopstanden, zogenaamde skeletal towers, gebouwd in plaats van klassieke vuurtorens. Zeker in afgelegen en moeilijk bereikbare gebieden waren zij veel efficiënter en goedkoper om te bouwen dan een volwaardige vuurtoren. Sommige van deze vaak grote "skelettorens" worden ook wel als vuurtorens bestempeld.

## Wetenswaardig
De IALA heeft door middel van het IALA Maritiem Betonningsstelsel de vorm en kleur van de lichtopstanden gedefinieerd en dit stelsel is wereldwijd van toepassing. Ook de kleuren en de frequentie van de lichten die de lichtopstanden voeren is door de IALA gedefinieerd.

## Voorbeelden
Enkele bekende Nederlandse lichtopstanden zijn het Havenlicht van Hoorn, de Havenlichten van Stavoren, de Zeughoek en het Licht van Troost. Een voormalige lichtopstand is het Verklikkerlicht bij Wester-Schouwen. Voorbeelden in andere landen zijn onder meer de lichtopstanden Binnenrandzel en Fischerbalje in Duitsland en de Lichtopstand van White Point in Canada.

## Galerij

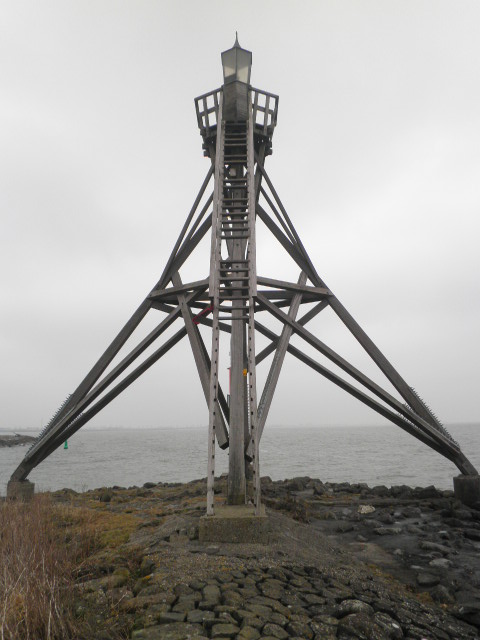
Havenlicht van Hoorn (Nederland)
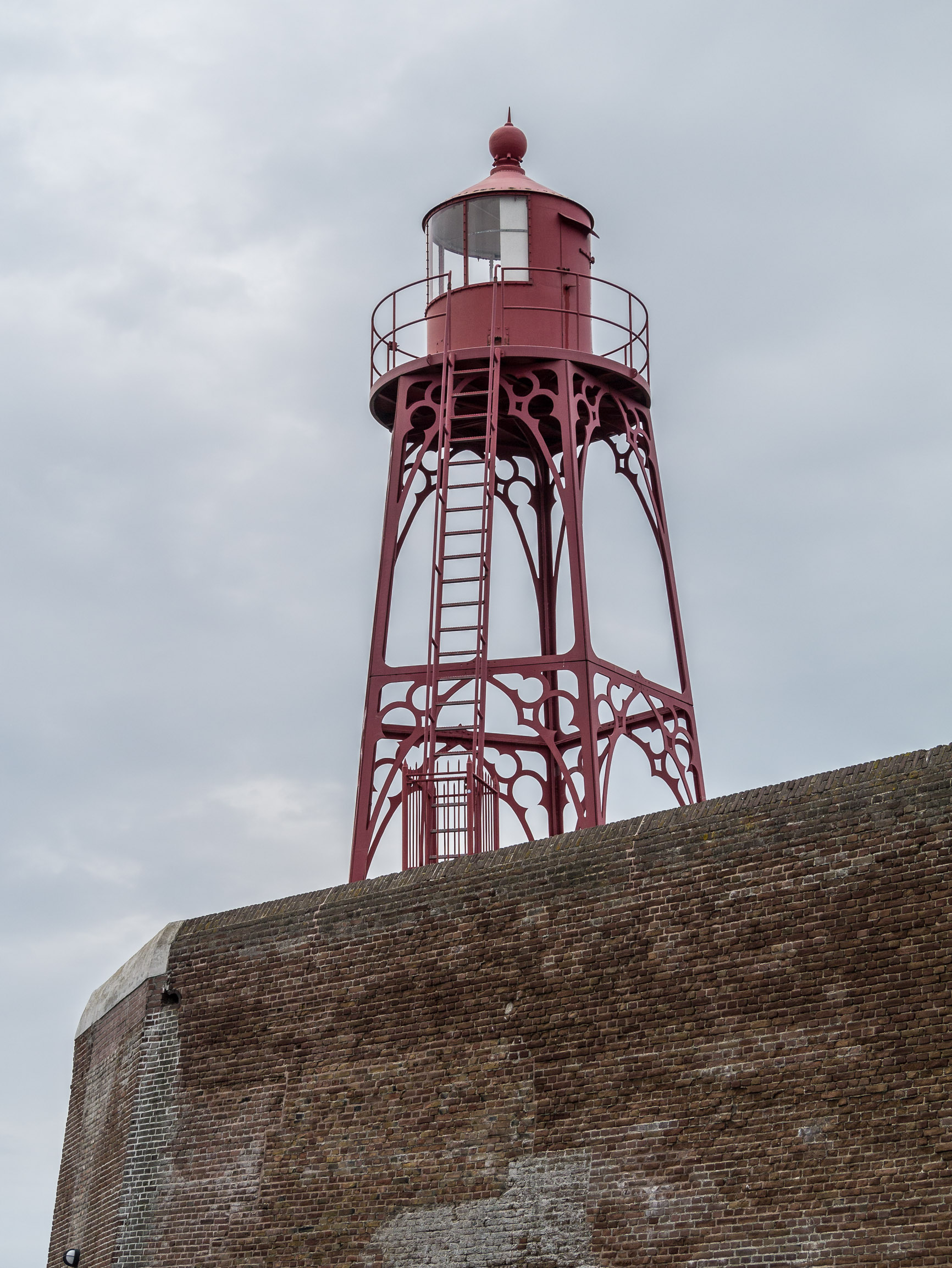
Lichtbaken op het bolwerk in Vlissingen (Nederland)
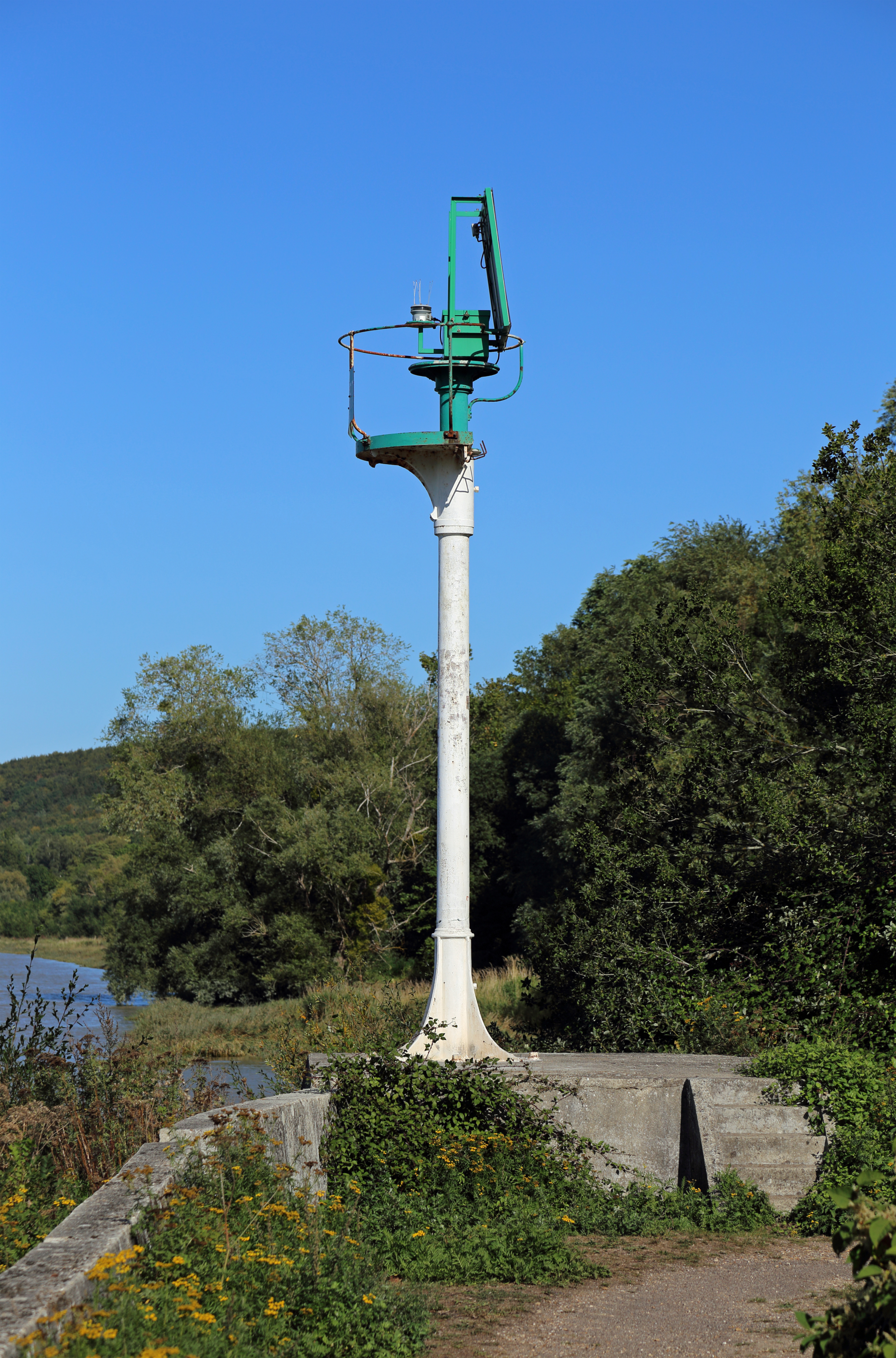
Oeverlicht langs de Seine tussen Rouen en Le Havre (Frankrijk)
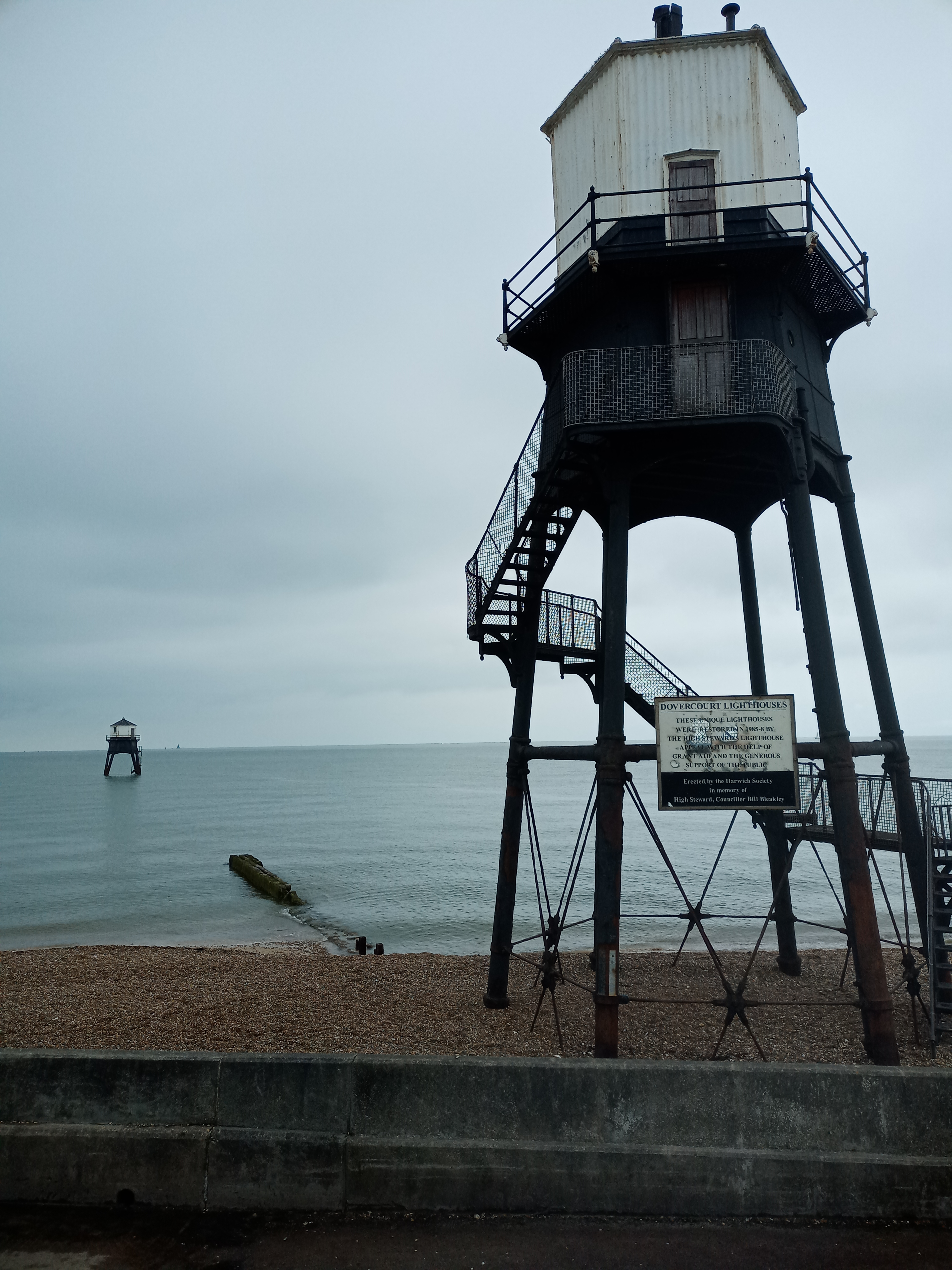
Lichtbaken in Dovercourt (Engeland)